# Ulisses Caramaschi
Ulisses Caramaschi est un herpétologiste brésilien. Il travaille au Museu Nacional da Universidade Federal do Rio de Janeiro et est professeur au Departamento de Vertebrados. Il est un spécialiste des anoures néotropicaux.

## Référence biographique et bibliographie
- (port) CV pro

## Quelques taxons nommé en son honneur
- Crossodactylus caramaschii Bastos and Pombal, 1995
- Bokermannohyla caramaschii (Napoli, 2005)
- Sphaenorhynchus caramaschii Toledo, Garcia, Lingnau & Haddad, 2007

## Quelques taxons décrits
- Bufo scitulus
- Chiasmocleis alagoanus
- Chiasmocleis atlantica
- Chiasmocleis capixaba
- Chiasmocleis carvalhoi
- Chiasmocleis cordeiroi
- Chiasmocleis crucis
- Chiasmocleis jimi
- Chiasmocleis mehelyi
- Crossodactylus bokermanni
- Crossodactylus dantei
- Crossodactylus lutzorum
- Elachistocleis piauiensis
- Gastrotheca pulchra
- Hyla araguaya
- Hyla atlantica
- Hyla buriti
- Hyla cachimbo
- Hyla cerradensis
- Hyla elianeae
- Hyla ericae
- Hyla ibitipoca
- Hyla izecksohni
- Hyla jimi
- Hyla leucocheila
- Hyla phaeopleura
- Hyla pseudomeridiana
- Hyla ravida
- Hyla rhea
- Hyla soaresi
- Hyla stenocephala
- Ischnocnema izecksohni
- Liotyphlops trefauti
- Melanophryniscus simplex
- Melanophryniscus spectabilis
- Odontophrynus moratoi
- Odontophrynus salvatori
- Phyllodytes edelmoi
- Phyllodytes gyrinaethes
- Phyllodytes melanomystax
- Phyllodytes punctatus
- Pseudis tocantins
- Scinax carnevallii
- Scinax luizotavioi
- Thoropa megatympanum
- Xenohyla eugenioi

Caramaschi est l’abréviation habituelle de Ulisses Caramaschi en zoologie.

Consulter la liste des abréviations d'auteur en zoologie ou la liste des taxons zoologiques assignés à cet auteur par ZooBank